# E-Science
O  termo e-Science (ou, no Brasil, e-Ciência)  refere-se aos métodos de obtenção de resultados científicos por meio da utilização  intensiva de computação, usualmente paralela, e de imenso volume de dados. Existem programas governamentais para o desenvolvimento da e-Science, como, por exemplo, o programa britânico de e-Science.
No Brasil, diversas infraestruturas para e-Ciência (também chamadas de e-Infrastructures ou Cyberinfrastructures) estão sendo desenvolvidas. Entre as mais conhecidas estão:
- SINAPAD
- Rede Galileu
- GridUNESP
- EELA
- CCES - CEPID